# Jérôme Samson
Pour les articles homonymes, voir Samson (homonymie).
Jérôme Samson (né le 4 septembre 1987 à Greenfield Park, Québec au Canada) est un joueur professionnel canadien de hockey sur glace.

## Carrière
Joueur issu de la Ligue de hockey junior majeur du Québec, il y joue trois saisons, principalement avec les Wildcats de Moncton. Il participe au terme de la saison 2005-2006 à la Coupe Memorial sans toutefois la remporter, son équipe s'inclinant en finale contre les Remparts de Québec.
Il signe un contrat avec les Hurricanes de la Caroline en 2007. Il évolue par la suite pour le club-école de ces derniers, les Checkers de Charlotte avant de s'entendre à l'été 2013 avec les Jets de Winnipeg en tant qu'agent libre.
Le 6 janvier 2015, il signe un contrat jusqu'à la fin de la saison 2014-2015 en faveur du club Suisse du HC Bienne en LNA.

## Statistiques
| Saison     | Équipe                    | Ligue          |    | Saison régulière | Saison régulière | Saison régulière | Saison régulière | Saison régulière |    | Séries éliminatoires | Séries éliminatoires | Séries éliminatoires | Séries éliminatoires | Séries éliminatoires |
| Saison     | Équipe                    | Ligue          | PJ | B                | A                | Pts              | Pun              | PJ               | B  | A                    | Pts                  | Pun                  |                      |                      |
| 2004-2005  | Wildcats de Moncton       | LHJMQ          | 63 | 6                | 11               | 17               | 22               | 12               | 1  | 4                    | 5                    | 8                    |                      |                      |
| 2005-2006  | Wildcats de Moncton       | LHJMQ          | 62 | 20               | 32               | 52               | 46               | 21               | 6  | 12                   | 18                   | 15                   |                      |                      |
| 2005-2006  | Wildcats de Moncton       | Coupe Memorial | -  | -                | -                | -                | -                | 5                | 1  | 2                    | 3                    | 4                    |                      |                      |
| 2007-2008  | Wildcats de Moncton       | LHJMQ          | 38 | 19               | 33               | 52               | 20               | -                | -  | -                    | -                    | -                    |                      |                      |
| 2007-2008  | Foreurs de Val-d'Or       | LHJMQ          | 33 | 25               | 22               | 47               | 16               | 20               | 14 | 12                   | 26                   | 10                   |                      |                      |
| 2007-2008  | River Rats d'Albany       | LAH            | 65 | 21               | 18               | 39               | 38               | 7                | 1  | 1                    | 2                    | 2                    |                      |                      |
| 2008-2009  | River Rats d'Albany       | LAH            | 70 | 22               | 32               | 54               | 56               | -                | -  | -                    | -                    | -                    |                      |                      |
| 2009-2010  | River Rats d'Albany       | LAH            | 74 | 37               | 41               | 78               | 66               | 8                | 6  | 3                    | 9                    | 8                    |                      |                      |
| 2009-2010  | Hurricanes de la Caroline | LNH            | 7  | 0                | 2                | 2                | 10               | -                | -  | -                    | -                    | -                    |                      |                      |
| 2010-2011  | Checkers de Charlotte     | LAH            | 53 | 26               | 28               | 54               | 44               | -                | -  | -                    | -                    | -                    |                      |                      |
| 2010-2011  | Hurricanes de la Caroline | LNH            | 23 | 0                | 2                | 2                | 0                | -                | -  | -                    | -                    | -                    |                      |                      |
| 2011-2012  | Checkers de Charlotte     | LAH            | 57 | 20               | 17               | 37               | 26               | -                | -  | -                    | -                    | -                    |                      |                      |
| 2011-2012  | Hurricanes de la Caroline | LNH            | 16 | 2                | 3                | 5                | 8                | -                | -  | -                    | -                    | -                    |                      |                      |
| 2012-2013  | Checkers de Charlotte     | LAH            | 37 | 7                | 11               | 18               | 27               | -                | -  | -                    | -                    | -                    |                      |                      |
| 2013-2014  | IceCaps de Saint-Jean     | LAH            | 68 | 27               | 29               | 56               | 49               | 17               | 3  | 3                    | 6                    | 4                    |                      |                      |
| 2014-2015  | Crunch de Syracuse        | LAH            | 26 | 1                | 7                | 8                | 14               | -                | -  | -                    | -                    | -                    |                      |                      |
| 2014-2015  | HC Bienne                 | LNA            | 12 | 5                | 4                | 9                | 50               | 6                | 1  | 0                    | 1                    | 0                    |                      |                      |
| 2015-2016  | EHC Munich                | DEL            | 38 | 12               | 8                | 20               | 83               | 14               | 5  | 6                    | 11                   | 2                    |                      |                      |
| 2016-2017  | Schwenninger Wild Wings   | DEL            | 51 | 13               | 11               | 24               | 34               | -                | -  | -                    | -                    | -                    |                      |                      |
| 2017-2018  | Capitals de Vienne        | EBEL           | 11 | 2                | 2                | 4                | 2                | -                | -  | -                    | -                    | -                    |                      |                      |
| Totaux LNH | Totaux LNH                | Totaux LNH     | 46 | 2                | 7                | 9                | 10               | -                | -  | -                    | -                    | -                    |                      |                      |

## Trophées et honneurs personnels
- 2005-2006 : trophée George Parsons de la Coupe Memorial
- 2009-2010 : nommé dans la première équipe d'étoiles de la LAH
- 2010-2011 : sélectionné pour le Match des étoiles de la LAH avec l'association de l'Est.
- 2015-2016 : champion d'Allemagne avec l'EHC Munich

## Transactions
- 2 juillet 2007 : signe un contrat comme agent libre avec les Hurricanes de la Caroline[2].

échangé en 2007-08 pour être associé avec les foreurs de val-d'or.